# Eugene H. Peterson

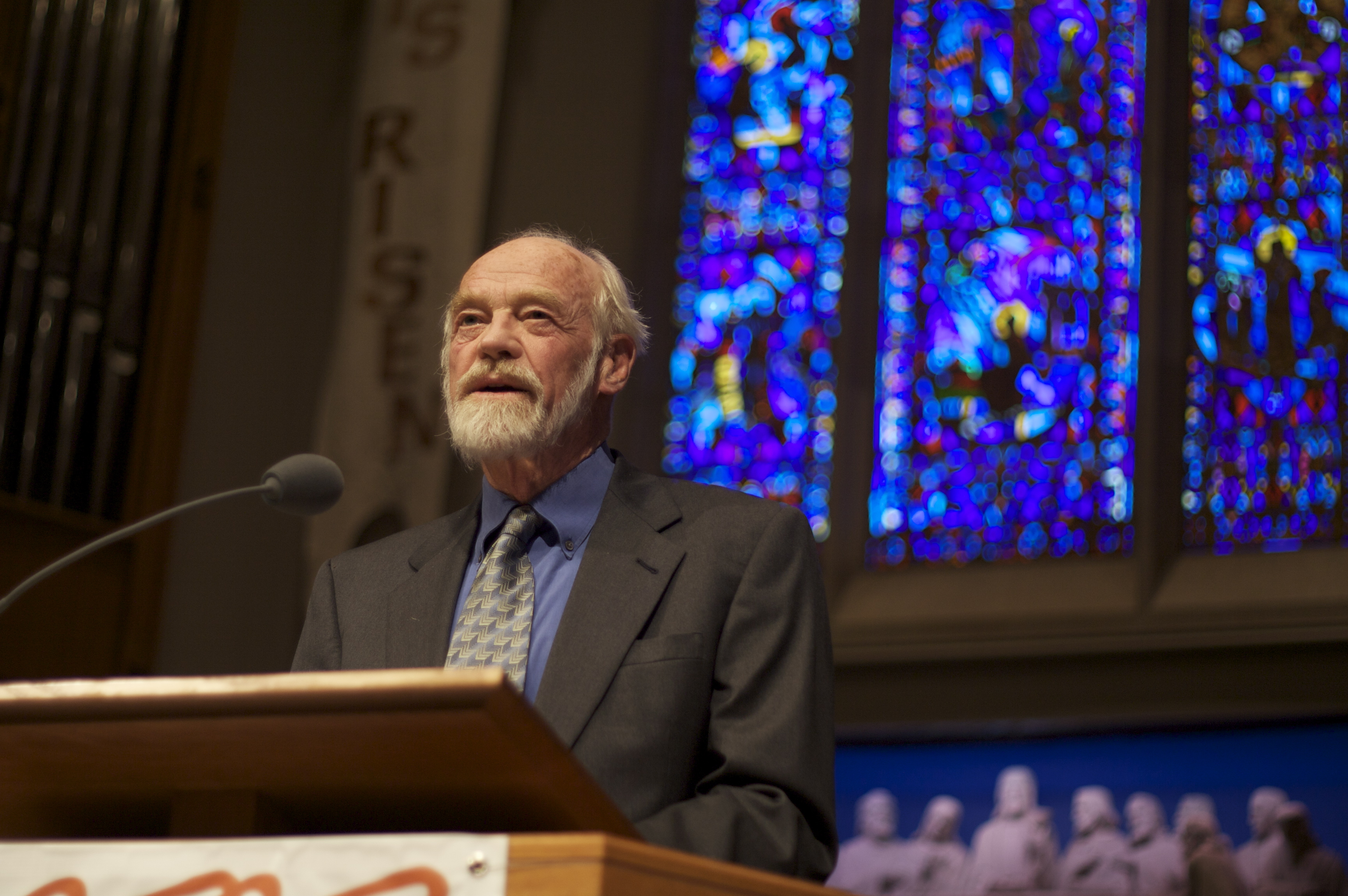
Eugene H. Peterson (2009)

Eugene H. Peterson (* 6. November 1932 in East Stanwood, Washington; † 22. Oktober 2018) war ein US-amerikanischer presbyterianischer Pfarrer, Sprachwissenschaftler, Bibelübersetzer der The Message, Buchautor, Dichter, Philosoph und war Professor für Spirituelle Theologie am Regent College in Vancouver.

## Leben
Peterson wuchs als Sohn eines Metzgers und einer Pfingstpastorin in Kalispell, im westlichen Montana auf. Er studierte Philosophie an der Seattle Pacific University in Seattle, Washington, wo er auch seinen Bachelor machte. Er setzte sein Studium am Theological Seminary New York in New York fort, und seinen Master of Arts in semitischen Sprachen erhielt er von der Johns Hopkins University in Baltimore.
1962 gründete Peterson als junger Pastor die Christus-unser-König Presbyterian Church (PCUSA) in Bel Air, einer Vorstadt Baltimores, Maryland, wo er 29 Jahre bis ins Jahr 1991 als Hauptpastor tätig war. Danach wurde er Professor für Spirituelle Theologie am Regent College in Vancouver, British Columbia, bis zu seiner Emeritierung im Jahr 2006.
Nach seiner Pensionierung lebte er mit seiner Frau in der Nähe des Glacier National Park im Westen des ländlichen Montana.

## Lehre
Peterson bemängelte, dass viele Pastoren und kirchliche Leitungspersonen kaum Zeit für Stille, Reflexion und Gebet nehmen würden, weil sie ein zu überladenes Leben hätten. So begann er, in seine Agenda Begegnungen mit Karl Barth, Jean Calvin, Fjodor Dostojewski und Sören Kierkegaard einzutragen, was einfach ungestörte Lesezeiten bedeutete. Er empfahl allen, bei ihrer Lektüre anspruchsvoll zu sein und die kompetentesten Autoren auszuwählen. Wichtig war ihm auch ausgedehnter Urlaub in den Bergen Montanas für die Familie und für seine Predigtvorbereitungen. Er suchte einen geistlichen Begleiter und Kollegen für den fachlichen Austausch. Pastoren sollten ihre Kirchgemeinden behandeln wie geduldige Bauern, die ihre Felder bestellen, nicht wie rigorose Städteplaner, die von Machbarkeit und Technokratie geprägt sind. Menschen bräuchten Gespräche ohne Druck und Hetze. Gott komme in Jesus Christus in die unheilige Welt hinein und nehme sich der Sünder und Kranken geduldig an.

## Werke

### Sein Hauptwerk: The Message
Peterson ist für The Message, seine Bibelübersetzung in zeitgenössischer Sprache, bekannt geworden. Als Sprachwissenschaftler war ihm aufgefallen, dass die Vitalität und Direktheit der biblischen Texte bisher zu kurz gekommen waren. Deshalb versuchte er, Rhythmen und Prägnanz der Texte aus den Originalsprachen direkt ins Englische umzusetzen. Zusätzlich versetzte er sich so in die Schreiber der Bibel hinein, dass seine Sätze so klingen würden, wie sie damals für die Briefempfänger geklungen hätten, die oft ganz davon betroffen, gefesselt und ergriffen waren.
1990 wurde er vom Verleger für diese Übersetzung angefragt, 1993 kam das Neue Testament beim Verlag NavPress heraus, 2003 die ganze Bibel.
- The Message. The New Testament in Contemporary Language. NavPress, 1993. ISBN 978-0-913-36740-7 (Ganze Bibel in Englisch erst ab 2003)

### Weitere Werke
Neben der Bibelübersetzung hat Peterson viele Werke zum geistlichen Leben verfasst. Er nahm dabei auch landwirtschaftliche Bezüge auf und benutzte sie als Analogien für den christlichen Glauben. Der US-amerikanische Landwirt, Universitätsprofessor und Schriftsteller Wendell Berry inspirierte und bestärkte ihn dabei.
In Englisch sind erschienen (Auswahl):
- A Long Obedience in the Same Direction: Discipleship in an Instant Society, Intervarsity Press, Chicago 1980, ISBN 978-0-8308-2257-7
- Run with the Horses: The Quest for Life at Its Best, Intervarsity Press, Chicago 1983, ISBN 978-0-8308-3706-9
- Working the Angles. The Shape of Pastoral Integrity, Eerdmans, Grand Rapids 1987, ISBN 978-0-8028-0265-1
- Answering God: Psalms as Tools for Prayer, Harper Collins 1989, ISBN 978-0-0606-6512-8
- The Contemplative Pastor: Returning to the Art of Spiritual Direction, Eerdmans, Grand Rapids 1989, ISBN 978-0-8028-0114-2
- The Gift: Reflections of Christian Ministry, Harper Collins 1989
- Christ Plays in Ten Thousand Places. A Conversation in Spiritual Theology, Eerdmans, Grand Rapids 1999, ISBN 978-0-8028-6297-6
- Eat this book, Eerdmans, Grand Rapids 2006, ISBN 978-0-8028-6490-1 oder ISBN 978-0-3409-5489-8
- The Jesus Way: A Conversation on the Ways That Jesus Is the Way, Eerdmans, Grand Rapids 2007, ISBN 978-0-8028-6703-2
- The Pastor: A Memoir, Harper Collins 2011, ISBN 978-0-0619-8821-9

Nur wenige Werke wurden ins Deutsche übersetzt:
- Der verlorene Hirte. Wie Gott geistliche Leiter aus der Wüste führt, R. Brockhaus, Wuppertal 2000. ISBN 978-3-417-24426-7
- Wer den Himmel sucht, muss die Erde lieben. Gott im Alltag finden, Brunnen, Gießen 2002. ISBN 978-3-765-51818-8
- Mit den Pferden laufen. Verlockungen zu einem leidenschaftlichen Leben, Brunnen, Gießen 2003. ISBN 978-3-765-51827-0
- Die Seele geht zu Fuß. Glauben in einer beschleunigten Welt, Brunnen, Gießen 2006. ISBN 978-3-765-51361-9
- Nimm und iss... Die Bibel als Lebensmittel, Neufeld, Schwarzenfeld 2014. ISBN 978-3-862-56045-5